# 2-chlooraniline
2-chlooraniline is een toxisch chloorderivaat van aniline met als brutoformule C6H6ClN. Het is een kleurloze tot gele vloeistof met een kenmerkende geur, die donker wordt bij blootstelling aan lucht.

## Gevaren
De stof ontleedt bij verbranding met vorming van giftige dampen, waaronder stikstofoxiden en waterstofchloride.